# Tierra Verde
Tierra Verde ist  ein census-designated place (CDP) im Pinellas County im US-Bundesstaat Florida. Das U.S. Census Bureau hat bei der Volkszählung 2020 eine Einwohnerzahl von 3.836 ermittelt. 

## Geographie
Der Ort Tierra Verde grenzt im Norden direkt an die Städte Saint Petersburg und St. Pete Beach und liegt dabei auf einer Barriereinsel zwischen der Tampa Bay und dem Golf von Mexiko. Der CDP liegt rund 20 km südlich von Clearwater sowie etwa 40 km südwestlich von Tampa und wird von der Florida State Road 679 durchquert.

## Demographische Daten
Laut der Volkszählung 2010 verteilten sich die damaligen 3721 Einwohner auf 2269 Haushalte. Die Bevölkerungsdichte lag bei 1200,3 Einw./km². 95,3 % der Bevölkerung bezeichneten sich als Weiße, 1,1 % als Afroamerikaner, 0,4 % als Indianer und 1,4 % als Asian Americans. 0,7 % gaben die Angehörigkeit zu einer anderen Ethnie und 1,1 % zu mehreren Ethnien an. 3,7 % der Bevölkerung bestand aus Hispanics oder Latinos.
Im Jahr 2010 lebten in 15,6 % aller Haushalte Kinder unter 18 Jahren sowie 35,3 % aller Haushalte Personen mit mindestens 65 Jahren. 69,8 % der Haushalte waren Familienhaushalte (bestehend aus verheirateten Paaren mit oder ohne Nachkommen bzw. einem Elternteil mit Nachkomme). Die durchschnittliche Größe eines Haushalts lag bei 2,13 Personen und die durchschnittliche Familiengröße bei 2,48 Personen.
13,0 % der Bevölkerung waren jünger als 20 Jahre, 11,9 % waren 20 bis 39 Jahre alt, 38,1 % waren 40 bis 59 Jahre alt und 36,9 % waren mindestens 60 Jahre alt. Das mittlere Alter betrug 55 Jahre. 49,8 % der Bevölkerung waren männlich und 50,2 % weiblich.
Das durchschnittliche Jahreseinkommen lag bei 95.521 $, dabei lebten 6,3 % der Bevölkerung unter der Armutsgrenze.
Im Jahr 2000 war Englisch die Muttersprache von 90,90 % der Bevölkerung, Spanisch sprachen 4,63 % und 4,47 % hatten eine andere Muttersprache.